# 仁摩・石見銀山インターチェンジ
仁摩・石見銀山インターチェンジ（にま・いわみぎんざんインターチェンジ）は、島根県大田市仁摩町にある山陰自動車道（仁摩温泉津道路）のインターチェンジである。

## 歴史
仮称は「仁摩インターチェンジ」（にまインターチェンジ）であったが、開通に先立つ2013年12月19日、正式名称として発表された。
- 2013年（平成25年）12月10日 : IC名称を「仁摩IC」から「仁摩・石見銀山IC」で正式決定。
- 2015年（平成27年）3月14日 : 仁摩・石見銀山IC - 湯里IC間開通[1]。
- 2024年（令和6年）3月9日 : 大田静間IC - 仁摩・石見銀山IC間開通[3]。

## 道路
- 山陰自動車道 (37番)

## 接続する道路
- 島根県道31号仁摩邑南線

## 周辺情報
- 仁万駅 （JR西日本山陰本線）
- 石見銀山遺跡
- 仁摩サンドミュージアム
- 大田市大森方面
- 道の駅ごいせ仁摩

## 隣
山陰自動車道
(36)大田静間IC - (37)仁摩・石見銀山IC - (38)湯里IC